# Эванс, Оливер
Оливер Эванс (англ. Oliver Evans; 1755—1819) — американский инженер-конструктор, изобретатель многих крупных усовершенствований в паровых машинах, прядильном и мельничном деле.

## Биография
Оливер Эванс родился 13 сентября 1755 года в Ньюпорте (Ньюпорт) в штате Делавэр.
Эванс считается в Соединённых Штатах Америки пионером в области разработки паровых машин высокого давления. Работая строителем колёсных повозок, Эванс приобрёл некоторый инженерный опыт и вскоре существенно улучшил кардочесальную машину, а в 1784 году создал практически полностью автоматизированную мельницу.
Оливер Эванс попытался использовать пар высокого давления, чтобы без потери мощности уменьшить размер паровой машины Уатта. Около 1804 года он представил машину, которая работала при давлении пара около 3,5 бар. В общей сложности Эванс изготовил около полусотни подобных машин, большая часть которых использовалась для привода насосных установок.
Однако более всего Эванс известен в истории, как пионер автомобилестроения в Новом Свете; ему принадлежит первый патент на автомобиль в Соединённых Штатах (1789 год); для его получения Оливер Эванс продемонстрировал первую успешную самоходную машину, которая была не только первым автомобилем в США, но также и первой машиной-амфибией, так как была способна путешествовать на колёсах по земле и посредством лопастей на воде. Вполне возможно, что Эванс вынужденно усложнил себе задачу, создавая машину-амфибию, вместо того чтобы сначала создать обычный автомобиль. В своём стремлении заменить лошадей паровой установкой, в 1786 году он попытался было запатентовать обычный паровой автомобиль, в котором приводом служила паровая машина высокого давления, но патентное управление отказало Эвансу, посчитав его идею нелепой фантазией.
Книга Оливера Эванса по мукомольному производству «The young millwright and millers guide» (1797 год) выдержала много изданий (14-е в 1853 год). Для механиков он издал в 1805 году руководство под заглавием «The young steam-engineer’s guide» (3-е изд., 1838 год).